# 47. Armee (Rote Armee)
Die 47. Armee (russisch: 47-я армия) war im Zweiten Weltkrieg ein Großverband der Roten Armee, der im Kaukasus, an der südlichen Ostfront, in Wolhynien und an der Oder eingesetzt wurde.

## Geschichte
Die 47. Armee wurde am 1. August 1941 auf Befehl des Oberbefehlshabers des transkaukasischen Militärbezirks vom 26. Juli 1941 auf der Grundlage des Oberkommandos des aufgelösten 28. mechanisierten Korps gebildet und an der Staatsgrenze zu Iran eingesetzt.

### 1941
Am 23. August 1941 wurde die 47. Armee der Transkaukasusfront (ab 30. Dezember – Kaukasusfront) überstellt.
- Sie umfasste die 236. Schützendivision, die 63. und 76. Gebirgs- und 26. Schützendivision, die 6. und 54. Panzerdivision, das 116. und 456. Artillerie-Regiment und weitere Einheiten.

Die Truppen nahmen an der Operation Soglasie teil und rückten von Culfa aus dem Territorium der Aserbaidschanischen SSR nach Täbris vor. Sie besetzten die Städte Ardabil und Täbris, danach rückten sie 100 km westlich vor und besetzten auch Urmia.

### 1942
Ende Januar 1942 wurde die Armee auf die Halbinsel Kertsch verlegt, wo sie am 28. Januar in die Krimfront aufgenommen wurde.
- Im März 1942 waren die 77. Garde-, 72., 236., 396., und 400. Schützen-Division unterstellt, dazu kamen die 143. Schützen- und 56. Panzer-Brigade.

In der ersten Maihälfte kämpfte die 47. Armee gegen deutsche Truppen, welche Kertsch angriffen. Nach langen Kämpfen wurde die Halbinsel Kertsch geräumt und die sowjetischen Truppen auf die Halbinsel Taman evakuiert. Am 20. Mai 1942 wurde das AOK 47 der Nordkaukasusfront überstellt und auf Anweisung der Stawka ab 29. Mai als Armee neu organisiert. Seit dem 17. August war die 47. Armee das Rückgrat des Verteidigungsbereichs Noworossijsk und gehörte ab 5. September der Schwarzmeergruppe der Transkaukasischen Front an. Vom 19. August bis 26. September 1942 nahmen die Truppen gegen die deutsche 17. Armee an der Schlacht um Noworossijsk teil.

### 1943
Von Januar bis zur ersten Märzhälfte 1943 führte die 47. Armee als Teil der Nordkaukasusfront Gegenangriffe in Richtung auf Noworossijsk und Krymskaja durch.
Mitte März wurden die unterstellten Einheiten an die 18. und 56. Armee übertragen und das Oberkommando der 47. Armee in die Reserve der Nordkaukasischen Front nach Maikop zurückgezogen. Am 3. April 1943 wurde die Armee in die Stawka-Reserve überstellt und darauf wieder an der Front im Raum Rossosch mit neu unterstellten Einheiten eingesetzt. Ab dem 10. April gehörte die Armee zur Reservefront, ab 15. April zum Steppenmilitärbezirk und ab 9. Juli zur Steppenfront.
Am 1. August 1943 wurde die Armee zur Woronesch-Front (ab 20. Oktober umbenannt in 1. Ukrainische Front) verlegt und nahm an der Belgorod-Charkower Operation und an der Rückeroberung der Ukraine teil. Das unterstellte 23. Schützenkorps erreichte am 25. September den Dnjepr in der Nähe der Stadt Kanew. Der Korpskommandeur, Generalmajor Tschuwakow, organisierte persönlich die Überquerung des Flusses, zwei Brückenköpfe wurden nahe der Dörfer Selische und Pekari etabliert. Während der Kämpfe im Brückenkopf zeichnete sich die 23. Schützendivision unter Generalmajor A. I. Korolew aus. Seit der Befreiung von Gadjatsch war diese Division über 200 Kilometer vorgerückt und erreichte den Dnjepr beim Dorf Studenetz. Am Morgen des 25. September 1943 überquerte die Division von General Korolew als Vorhut des 23. Korps den Dnjepr. Am nächsten Tag befand sich die gesamte Division im Brückenkopf, wo Korolew bei der Abwehr deutscher Gegenangriffe fiel. Im Oktober rückten auch alle Hauptkräfte der 47. Armee in den erweiterten Brückenkopf nach. Am 31. Oktober 1943 wurde das Oberkommando der 47. Armee nach Übergabe der Stellungen und Truppenteile an die 27. und 38. Armee in die Stawka-Reserve in den Raum Koselez (65 km nordöstlich von Kiew) zurückgezogen.

### 1944
Am 20. Januar 1944 wurde die Armee Teil der 1. Ukrainischen Front. Das Oberkommando wurde nach Sarny verlegt und am 25. Februar an die 2. Weißrussische Front überstellt. Die Truppen kämpften an der Linie Jamna – Dombrowitza und rückten in der zweiten Märzhälfte Richtung Kowel vor.
Armeegliederung im April 1944
- 77. Schützenkorps (76., 143., 165. und 234. Schützendivision)
- 125. Schützenkorps (60., 175., 185., 260. und 328. Schützendivision)
- 397. Schützendivision

Ab 5. April war die 47. Armee Teil der Weißrussischen Front (ab 16. April in 1. Weißrussische Front umbenannt). Während der Lublin-Brester Operation durchbrachen die Armeetruppen die deutsche Verteidigung, konnten zusammen mit dem 2. Garde-Kavalleriekorps am 6. Juli Kowel zurückerobern und überquerten nach dem Übergang am westlichen Bug die polnische Grenze.
Armeegliederung im Juli 1944
- 77. Schützenkorps, Generalmajor Viktor Genrichowitsch Posnjak (143., 185., 234. Schützen-Division)
- 125. Schützenkorps, Generalmajor Iwan Kusmitsch Kusmin (60., 76., 175. Schützen-Division)
- 129. Schützenkorps, Generalmajor Michail Borisowitsch Anaschkin (132., 165., 260. Schützen-Division, 328. Schützen-Division)

Ende Juli 1944 erreichten die Truppen den Raum Siedlce bei Warschau. Während der deutschen Gegenangriffe in der Panzerschlacht bei Wolomin deckte die Armee nördlich von Mińsk Mazowiecki die rechte Flanke der schwer bedrängten 2. Panzerarmee. Am 10. September konnten die Armeetruppen die Offensive wieder aufnehmen und besetzten am 14. September den Vorort Praga von Warschau.

### 1945
Die 47. Armee operierte 1945 erfolgreich in der Warschau-Posener Operation, welche am 12. Januar 1945 begann. Teile der 1. Weißrussischen Front erreichten Ende Januar die Oder. Während das schnelle Tempo des Vormarsches nach Westen selbst die Angreifer überraschte, führte die Verteidigung der deutschen 2. Armee an der unteren Weichsel dazu, dass sich eine riesige Lücke in der Front der sowjetischen Truppen bildete.
Am 15. Februar begann im Rahmen der Operation Sonnenwende ein deutscher Gegenangriff in Richtung Arnswalde. Die 47. Armee, die polnische 1. Armee, später die 61. Armee sowie die 3. Stoßarmee wurden dabei am linken Flügel der 1. Weißrussischen Front durch die Angriffe aus der Brückenkopfstellung bei Stettin und Altdamm erfasst. Nordöstlich von Arnswalde gelang es den vorrückenden deutschen Streitkräften, sich mit den dort eingekreisten Streitkräften zu verbinden. Ein Teil der deutschen Truppen konnte den Kessel verlassen, nach heftigen Kämpfen wurde Arnswalde aber am 22. Februar von sowjetischen Truppen besetzt. Die 47. Armee rückte über Pyritz in Richtung Greifenhagen vor. Nach einer Woche wechselhafter Kämpfe konnten die Armeetruppen Pyritz wieder einnehmen und am 5. März die Front auf die Vororte Neumark-Gardno vorschieben. Am 7. und 8. März wurde vor der Oderbrücke eine Verteidigungsstellung eingerichtet. In den folgenden Tagen wurden die Angriffe fortgesetzt und die deutschen Verteidiger bis zum 19. März auf einen schmalen Streifen am rechten Oderufer zurückgedrängt, am 20. März wurde Altdamm eingenommen.
Armeegliederung am 1. März 1945
- 77. Schützenkorps, Generalmajor Wiktor Genrichowitsch Posnjak (185., 234., 260. und 328. Schützendivision)
- 125. Schützenkorps, Generalmajor Andrei A. Andrejew (60., 76. und 175. Schützendivision)
- 129. Schützenkorps, Generalmajor Michail Borisowitsch Anaschkin (82., 132. und 143. Schützendivision)

Bei der Berliner Operation am 19. April besetzte die 47. Armee im Kampf mit dem deutschen CI. Armeekorps die in der Schlacht um die Seelower Höhen zerstörte Kleinstadt Wriezen. Ab 24. April drang die Armee mit ihren drei Schützenkorps über Bernau zur Havel vor, stieß mit dem rechten Flügel (77. S.K.) über Nauen nach Westen und mit dem linken Flügel (125. SK.) südwärts gegen Spandau und Gatow vor, während das in der Mitte eingesetzte 129. S.K. bei Ketzin westlich von Potsdam mit der 4. Garde-Panzerarmee Verbindung aufnahm und die Einkreisung der Berliner Verteidigung vollendete. Am 8. Mai stand die Armee nordwestlich von Brandenburg an der Elbe.
Nach dem Krieg wurde die 47. Armee Teil der am 10. Juni 1945 gebildeten Gruppe der sowjetischen Besatzungstruppen in Deutschland. Die Armee hatte ihr Hauptquartier in der Stadt Halle. Die 47. Armee wurde schließlich am 5. Februar 1946 aufgelöst.

## Führung
Befehlshaber
- Generalmajor Wassili Wassiljewitsch Nowikow (Juli – Oktober 1941)
- Generalmajor Konstantin Fjodorowitsch Baronow (Oktober 1941 – Februar 1942)
- Generalleutnant Stepan Iwanowitsch Tschernjak (Februar 1942)
- Generalmajor Konstantin Stepanowitsch Kolganow (Februar – Mai 1942)
- Generalmajor Grigori Petrowitsch Kotow (Mai – September 1942)
- Generalmajor Andrei Antonowitsch Gretschko (September – Oktober 1942)
- Generalleutnant Fjodor Wassiljewitsch Kamkow (Oktober 1942 – Januar 1943)
- Generalleutnant Konstantin Nikolajewitsch Lesselidse (Januar – März 1943)
- Generalmajor Alexander Iwanowitsch Ryschow (März – Juli 1943)
- Generalmajor Pjotr Michailowitsch Koslow (Juli – August 1943)
- Generalleutnant Pavel Petrowitsch Korsun (August – September 1943)
- Generalleutnant Filip Fjodosjewitsch Schmaschenko (September – Oktober 1943)
- Generalleutnant Vitali Sergejewitsch Polenow (Oktober 1943 – Mai 1944)
- Generalleutnant Nikolai Iwanowitsch Gussew (28. April 1944 – 17. November 1944)
- Generalmajor, Generalleutnant Franz Josifowitsch Perchorowitsch (17. November 1944 – Februar 1946)

Mitglieder des Militärrates
- Brigadekommissar Alexei Konstantinowitsch Jarkow (Juli 1941 – Mai 1942)
- Brigadekommissar Danil Avdejewitsch Karpenkow (Mai – Juni 1942)
- Brigadekommissar Iwan Pantelejewitsch Abramow (Juni – 26. August 1942)
- Konteradmiral Sergei Georgjewitsch Gorschkow (August – September 1942)
- Oberst Jewdokim Jegorowitsch Maltsew (September 1942 – März 1943)
- Oberst G. A. Komarow (März – Juni 1943)
- Generalmajor Iwan Nikolajewitsch Korolew (Juni 1943 – Februar 1946)

Stabschef
- KomBrig Nikolai Iwanowitsch Trufanow (Juli 1941 – Januar 1942)
- Generalmajor Andrei Alexsejewitsch Khryaschchew (Januar – Juni 1942)
- Oberst Konstantin Pawlowitsch Wassiljew (Juni – September 1942)
- Generalmajor Alexander Grigorjewitsch Jermolajew (September – Oktober 1942)
- Oberst Konstantin Pawlowitsch Wassiljew (Oktober 1942 – Januar 1943)
- Generalmajor Jakow Sergejewitsch Daschewski (Januar – März 1943)
- Oberst Naum Samoilowitsch Kristalny (März – Mai 1943)
- Oberst Jewgeni Wassiljewitsch Iwanow (Mai – November 1943)
- Generalmajor Michail Sergejewitsch Filiippowski (November 1943 – Juli 1944)
- Generalmajor Grigori Sergejewitsch Lukjanschenko (Juli 1944 – Juli 1945)
- Generalmajor Alexei Viktorowitsch Wladimirski (Juli 1945 – Februar 1946)